# The Register-Guard
The Register-Guard est un journal quotidien publié à Eugene en Oregon, créé dans les années 1930 par la fusion de deux journaux plus anciens, The Eugene Daily Guard et The Morning Register.
The Guard lancé en 1867, est devenu quotidien en 1890. Il a été racheté en 1927 par  Alton F. Baker, Sr, qui le fusionne avec The Morning Register trois ans plus tard.